# 臺南市立中山國民中學
臺南市立中山國民中學（簡稱中山國中），為一所位於台灣臺南市中西區的市立國民中學，成立於1957年9月，時稱「臺南市立女子初級中學」，校址原為日治時期之臺南州立臺南第二高等女學校。

## 歷史
中山國中於1957年9月建校，時稱「臺南市立女子初級中學」；同年10月，臺灣省政府教育廳核定將臺灣省立臺南師範學校分部宿舍用地（即原臺南州立臺南第二高等女學校校地）撥該校使用，後於隔年3月遷入。1968年臺灣實施九年國民義務教育，改稱「臺南市立中山國民中學」，並維持僅招收女性學生。1984年設置舞蹈資優班。2001年，由該校家長會會長鄭周金花等人捐助之「財團法人台南市立中山國中教育基金會」成立。2008年開放男性學生就讀。2012年設置體育班，內有籃球隊、田徑隊、排球隊。

### 歷任校長
| 任次 | 姓名   | 就任時間   | 備註         |
| ---- | ------ | ---------- | ------------ |
| 1    | 張池龍 | 1957年10月 |              |
| 2    | 盧明星 | 1974年8月  |              |
| －   | 陳清新 | 1980年3月  | 教務主任代理 |
| 3    | 葉瑞山 | 1980年12月 |              |
| 4    | 張新松 | 1990年2月  |              |
| 5    | 陳海雄 | 1999年2月  |              |
| －   | 陽永華 | 2001年8月  | 教務主任代理 |
| 6    | 陳瑞嬌 | 2002年2月  |              |
| 7    | 郭惠英 | 2007年8月  |              |
| 8    | 侯志偉 | 2010年8月  |              |
| 9    | 林國斌 | 2017年8月  |              |

## 班級
- 普通班：一年級10班，二年級、三年級各13班，共36班
- 舞蹈班：各年級1班，共3班
- 體育班：各年級1班，共3班
- 資源班：1班[1]

另有附設幼兒園

## 外部連結
- 臺南市立中山國民中學